# コガタペンギン
コガタペンギン、リトルペンギンまたはフェアリーペンギン（妖精ペンギン）（英：Little Penguin / Fairy Penguin、学名：Eudyptula minor）は、ペンギン目ペンギン科コガタペンギン属に分類される鳥類。ブルーペンギン（英：Blue Penguin / Little Blue Penguin）、コビトペンギン、小ペンギンと呼ばれることもある。

## 分布
オーストラリア南部、ニュージーランド、チャタム諸島。

## 形態
ペンギンの中では最も小さい種類であり、体長は約36-43cm。体重は約1kgである。
成鳥の頭と背中は青みがかった暗い灰色または黒色をしていて、青の濃さは亜種によって異なる。前面は白く、灰色の毛が混ざった羽毛が喉からくちばしの下まで伸びている。くちばしは全体が黒く、下くちばしの下部にのみ灰色または白色。足はピンクで足裏が黒い。

## 生態
夜行性。寿命は野生下では6-20年、飼育下では20-25年。最長記録は26年。明け方に海へ出て、日没後に陸に上がる。定住性が高く、長時間コロニーを離れることはめったに無い。
通常は海岸近くの草むらなどに巣を作るが、シドニーなどの大都市近郊では海岸近くの民家の縁の下などに住む場合もある。
暗い地下の巣穴を好み、たいていの巣には草や葉が敷き詰められている。それぞれの巣は1.8ｍほど離れている。
コガタペンギンは他のペンギンと違って、直立で歩行せずにやや前傾姿勢で歩行する。このことから、最も原始的な種類のペンギンであると考えられている。
食性は動物食。餌は生息場所によって異なり、ニュージーランド南部では主にスプリットイワシやカタクチイワシなどの小魚、フィリップ島ではマイワシを好むが、それ以外の場所ではオキアミが重要な餌となる。
潜水深度は通常は18ｍ未満で、平均潜水時間は約35秒。場合によっては30ｍ以上潜ることもあり、70ｍ近く潜った記録もある。体が小さく酸素を蓄える能力が低いため、水面近くに獲物がいる浅い海に潜ることで不利を克服している。
一度に2度の繁殖を行う唯一の種である。餌の豊富さと採餌に必要な活動量が繁殖の成功率に影響を及ぼす。繁殖の開始時期になるとまずオスが巣の前に立ち、数日後にやってくる配偶者を待つ。30日ほどかけて営巣を行い、交尾を行う。その後2日半空けた後に2個の卵を産む。最初はオスが抱卵し、メスが採餌を行う。卵は平均35.5日で孵化する。

## 保全状態評価
LEAST CONCERN (IUCN Red List Ver. 3.1 (2001))

## 人間との関係

Linuxの公式マスコットのTux

メルボルン南東のフィリップ島で日没後に見られるペンギン・パレードではその愛らしい姿で多くの観光客に人気がある。
Linuxの開発者であるリーナス・トーバルズはオーストラリアでの休暇中にコガタペンギンに噛まれた。このことがLinuxの公式マスコットとしてペンギン『Tux』を選定するきっかけとなった。

## このペンギンが見られる水族館
どの水族館でも、他のペンギンと隔離して単独で展示されている。
- 葛西臨海水族園（東京都）
- 横浜・八景島シーパラダイス（横浜市）－1998年、日本で初めて繁殖に成功した[3]。
- 長崎ペンギン水族館（長崎市）
- 白浜アドベンチャーワールド（和歌山県西牟婁郡白浜町）
- 仙台うみの杜水族館(宮城県仙台市)
- AOAO SAPPORO（北海道札幌市）